# Esterliturm
Der Esterliturm ist ein Aussichtsturm aus Stahlbeton südlich von Lenzburg in der Schweiz.

## Situation
Der im Jahre 1974 erbaute Turm ist aus 19 Betonrohrelementen à 2,50 Meter Höhe zusammengesetzt und hat eine Gesamthöhe von 48 Metern. Die Aussichtsplattform in 45 Meter Höhe ist über eine Treppe im Innern des Turmes über 253 Stufen zugänglich. 18 leicht versetzte schmale Fenster sorgen für die Beleuchtung. Dieser Turm ist nicht der erste an diesem Standort, schon 1906 wurde ein erster Esterliturm aus Holz gebaut.
Von Egliswil aus ist der Turm über Wanderwege in gut 15 Minuten zu erreichen.
Vom Turm aus bietet sich eine Rundumsicht vom Schwarzwald bis zu den Alpen. Acht Panoramatafeln aus dem Jahre 1977/1978 informieren die Besucher über die mögliche Aussicht und über die technischen Daten des Turmes.

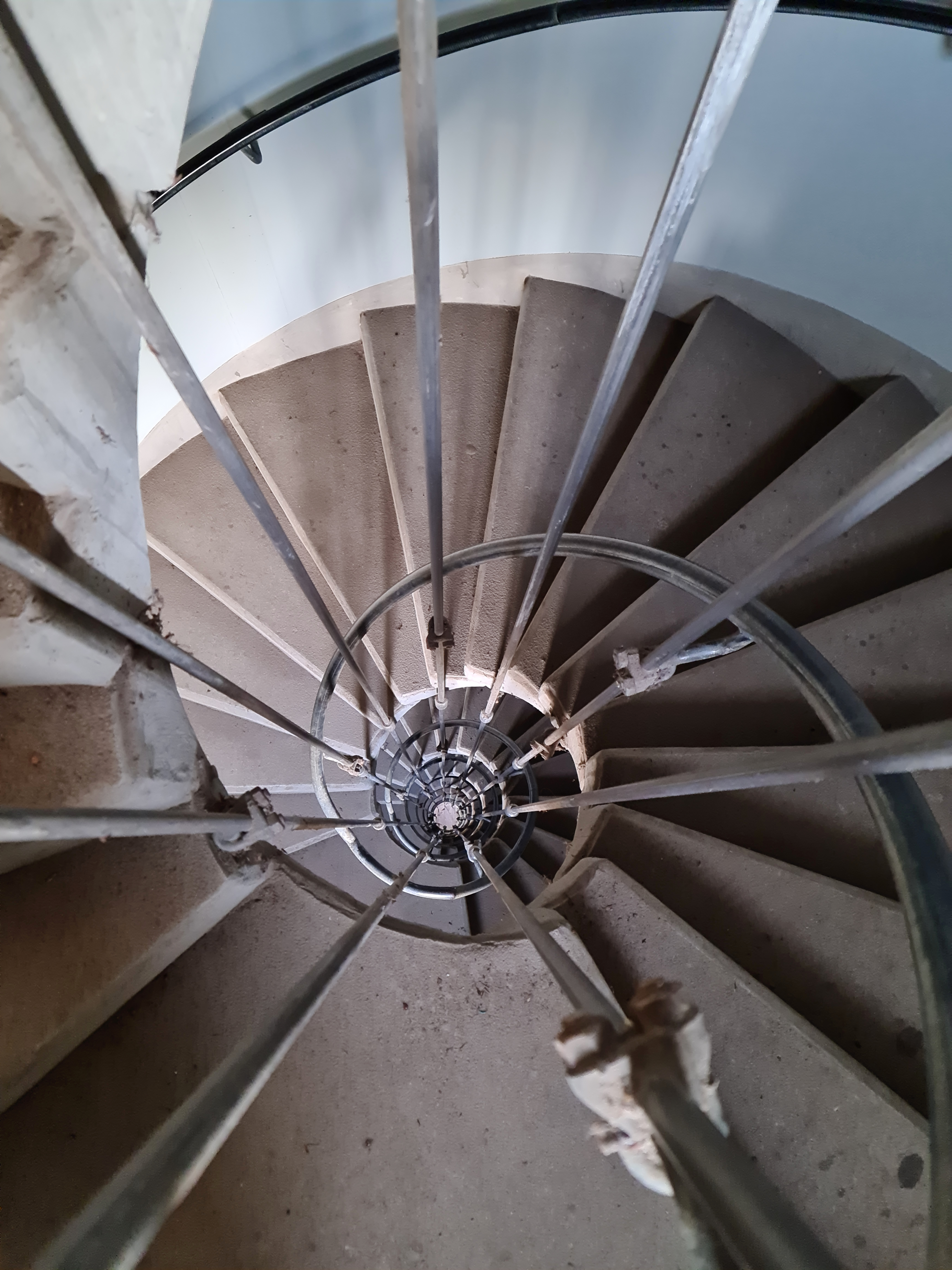
Treppe
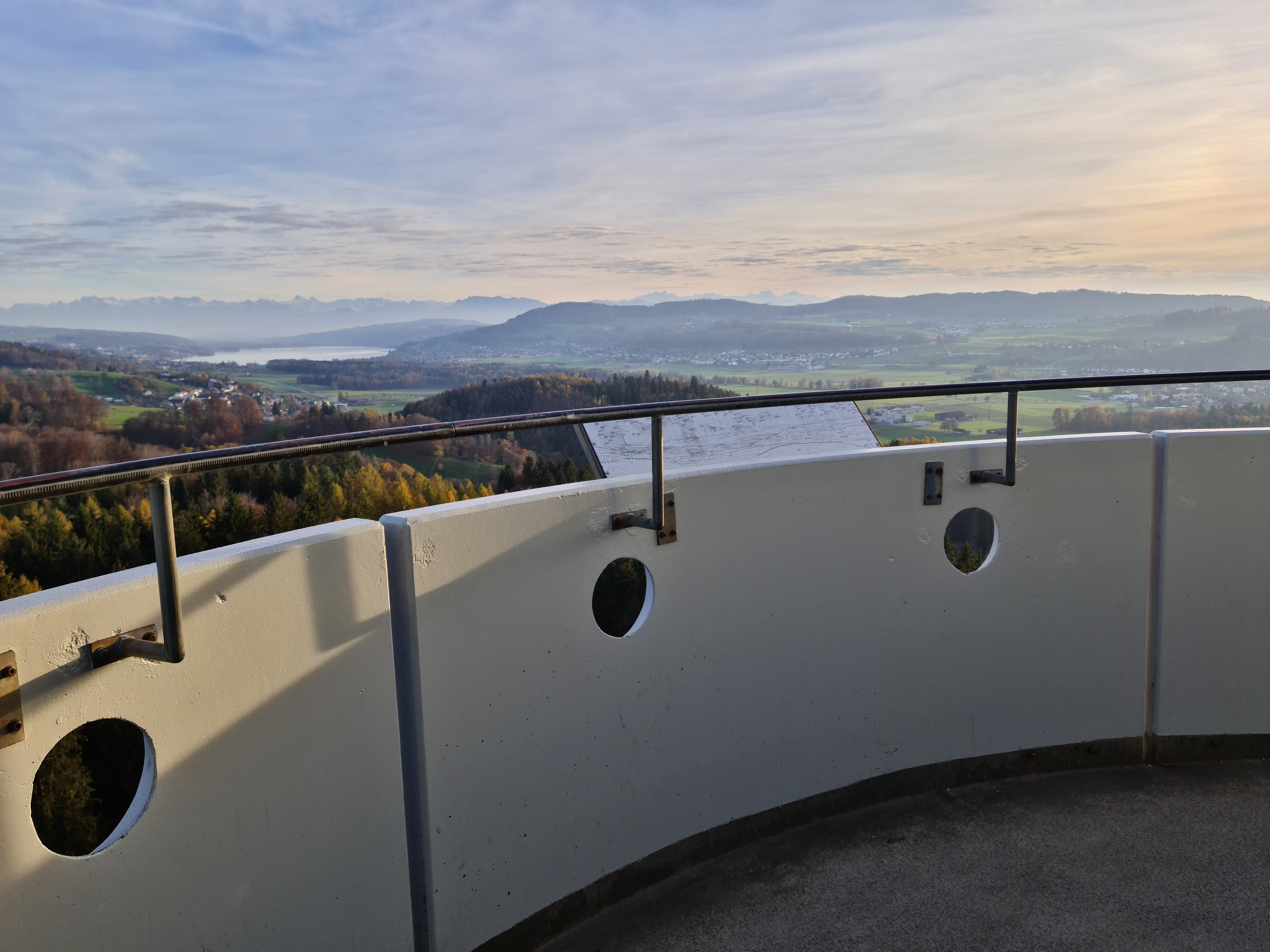
Aussichtsplattform

## Namensgebung
Auf der westlichen Seite des Esterliturms findet man auf der Landeskarte den Flurnamen „Esterli“. Früher war dies der Viehdurchlass im beweideten Wald zwischen Lenzburg und Egliswil. Der erste Esterliturm stand dort und war kaum grösser als ein heutiger Hochsitz für Jäger.

## Weltrekord im Treppensteigen
Am 6. Oktober 2007 erreichte Kurt Hess aus Unterkulm einen neuen Weltrekord im Treppensteigen. Er bezwang den Turm 413 Mal innerhalb von 24 Stunden. Dies ergibt total 18'585 Höhenmeter (104'489 Tritte). Damit ist er alleiniger Weltrekordhalter in zurückgelegten Höhenmetern innerhalb 24 Stunden (37'170 Meter in 24 Stunden, rauf und runter).